# A-Pucikwar
Pučikwar (A-Pučikwar).- Maleno pleme Negrita andamanske etnolingvističke porodice nastanjeno na Andamanima između Middle Straita and Homfray Straita, na otoku Boratang, južnoj obali Srednjeg Andamana i sjeveroistočnoj obali Južnog Andamana, Indija. Jezično su (A-Pucikwar jezik) klasificirani u velikoandamansku skupinu zajedno s plemenima Bea (Aka-Bea), Bale (Akar-Bale ), Juwoi (Oko-Juwoi), Kol (Aka-Kol), Bo (Aka-Bo), Cari (Aka-Čari), Kede (Aka-Kede), Jeru (Aka-Jeru) i Kora (Aka-Kora). Jezikom plemena Pučikwar govorilo je (1981 Wurm i Hattori) tek 24 osobe, i danas je gotovo izumro.

## Vanjske poveznice
- The Andamanese  Arhivirana inačica izvorne stranice od 2. ožujka 2009. (Wayback Machine)